# Hwang Keum-Sook
Hwang Keum-Sook, född den 13 december 1965, är en koreansk landhockeyspelare.
Hon tog OS-silver i damernas landhockeyturnering i samband med de olympiska landhockeytävlingarna 1988 i Seoul.